# Asinus asinum fricat
Asinus asinum fricat è una locuzione latina che significa letteralmente un asino gratta un asino.
Difficile indicarne la fonte esatta.
La locuzione viene normalmente utilizzata per indicare l'atteggiamento di complice intesa, mutuo aiuto e lode reciproca anche fra due persone culturalmente o intellettualmente non dotate in modo particolare. 
Il suo uso è diffuso in chimica, per indicare che "il simile scioglie il simile", cioè che una molecola è un buon solvente di un'altra se ha proprietà simili a quest'ultima.
È avvicinabile ai motti popolari italiani una mano lava l'altra (ma con una sfumatura scherzosa) e uccelli dall'ugual piumaggio volano insieme, oppure dimmi con chi vai e ti dirò chi sei; anche se sarebbe più appropriato dire che "un ignorante incensa/loda un altro ignorante". Volendosi spingere ulteriormente vale anche il detto: "Dio li fa e loro s'accoppiano".